# Asienspiele 2014/Fechten
Bei den Asienspielen 2014 in Incheon, Südkorea wurden vom 20. bis 25. September 2014 zwölf Wettbewerbe im Fechten ausgetragen, je sechs für Damen und Herren.

## Herren

### Florett
Einzel
| Platz | Land | Athlet      |
| ----- | ---- | ----------- |
| 1     | CHN  | Ma Jianfei  |
| 2     | KOR  | Heo Jun     |
| 3     | CHN  | Chen Haiwei |
| 3     | JPN  | Yūki Ōta    |

Der Wettbewerb wurde am 22. September ausgetragen.
Team
| Platz | Land | Athlet                                                      |
| ----- | ---- | ----------------------------------------------------------- |
| 1     | JPN  | Yūki Ōta, Kenta Chida, Ryō Miyake, Daiki Fujino             |
| 2     | CHN  | Lei Sheng, Ma Jianfei, Li Chen, Chen Haiwei                 |
| 3     | HKG  | Cheung Ka Long, Yeung Chi Ka, Cheung Siu Lun, Nicholas Choi |
| 3     | KOR  | Son Young-ki, Heo Jun, Kim Hyo-gon, Kim Min-kyu             |

Der Wettbewerb wurde am 25. September ausgetragen.

### Degen
Einzel
| Platz | Land | Athlet           |
| ----- | ---- | ---------------- |
| 1     | KOR  | Jung Jin-sun     |
| 2     | KOR  | Park Kyoung-doo  |
| 3     | SIN  | Lim Wei Wen      |
| 3     | VIE  | Nguyễn Tiến Nhật |

Der Wettbewerb wurde am 20. September ausgetragen.
Team
| Platz | Land | Athlet                                                                     |
| ----- | ---- | -------------------------------------------------------------------------- |
| 1     | KOR  | Park Sang-young, Jung Jin-sun, Park Kyoung-doo, Kweon Young-jun            |
| 2     | JPN  | Kazuyasu Minobe, Masaru Yamada, Keisuke Sakamoto                           |
| 3     | KAZ  | Dimitri Alexanin, Elmir Alimschanow, Dmitriy Gryaznov, Ruslan Kurbanow     |
| 3     | VIE  | Nguyễn Phước Đến, Phạm Hùng Dương, Nguyễn Tiến Nhật, Trương Trần Nhật Minh |

Der Wettbewerb wurde am 23. September ausgetragen.

### Säbel
Einzel
| Platz | Land | Athlet        |
| ----- | ---- | ------------- |
| 1     | KOR  | Gu Bon-gil    |
| 2     | KOR  | Kim Jung-hwan |
| 3     | HKG  | Lam Hin Chung |
| 3     | CHN  | Sun Wei       |

Der Wettbewerb wurde am 20. September ausgetragen.
Team
| Platz | Land | Athlet                                                                                            |
| ----- | ---- | ------------------------------------------------------------------------------------------------- |
| 1     | KOR  | Kim Jung-hwan, Gu Bon-gil, Won Woo-young, Oh Eun-seok                                             |
| 2     | IRI  | Ali Esmaeilzadeh Pakdaman Seyed, Farzad Baher Arasbaran, Mojtaba Abedini, Mohammad Rahbarikoyakhi |
| 3     | CHN  | Sun Wei, Xu Yingming, Fang Xin, Tan Sheng                                                         |
| 3     | HKG  | Low Ho Tin, Yan Hon Pan, Lam Hin Chung, Cyrus Chang                                               |

Der Wettbewerb wurde am 24. September ausgetragen.

## Damen

### Florett
Einzel
| Platz | Land | Athlet        |
| ----- | ---- | ------------- |
| 1     | KOR  | Jeon Hee-sook |
| 2     | CHN  | Ie Huilin     |
| 3     | KOR  | Nam Hyun-hee  |
| 3     | HKG  | Lin Po Heung  |

Der Wettbewerb wurde am 21. September ausgetragen.
Team
| Platz | Land | Athlet                                                             |
| ----- | ---- | ------------------------------------------------------------------ |
| 1     | KOR  | Jeon Hee-sook, Oh Ha-na, Nam Hyun-hee, Kim Mi-na                   |
| 2     | CHN  | Chen Bingbing, Wang Chen, Ie Huilin, Liu Yongshi                   |
| 3     | HKG  | Liu Yan Wai, Kimberley Vanessa Cheung, Cheng Hiu Lam, Lin Po Heung |
| 3     | JPN  | Shiho Nishioka, Haruka Yanaoka, Karin Miyawaki                     |

Der Wettbewerb wurde am 24. September ausgetragen.

### Degen
Einzel
| Platz | Land | Athlet        |
| ----- | ---- | ------------- |
| 1     | CHN  | Sun Yujie     |
| 2     | KOR  | Shin A-lam    |
| 3     | KOR  | Choi In-jeong |
| 3     | HKG  | Vivian Kong   |

Der Wettbewerb wurde am 22. September ausgetragen.
Team
| Platz | Land | Athlet                                                   |
| ----- | ---- | -------------------------------------------------------- |
| 1     | CHN  | Sun Yiwen, Sun Yujie, Xu Anqi, Hao Jialu                 |
| 2     | KOR  | Choi In-jeong, Shin A-lam, Kim Myoung-sun, Choi Eun-sook |
| 3     | HKG  | Yeung Chui Ling, Vivian Kong, Chu Ka Mong, Coco Lin      |
| 3     | JPN  | Ayaka Shimookawa, Rie Ohashi, Ayumi Yamada               |

Der Wettbewerb wurde am 25. September ausgetragen.

### Säbel
Einzel
| Platz | Land | Athlet      |
| ----- | ---- | ----------- |
| 1     | KOR  | Lee Ra-jin  |
| 2     | KOR  | Kim Ji-yeon |
| 3     | CHN  | Shen Chen   |
| 3     | CHN  | Li Fei      |

Der Wettbewerb wurde am 20. September ausgetragen.
Team
| Platz | Land | Athlet                                                                   |
| ----- | ---- | ------------------------------------------------------------------------ |
| 1     | KOR  | Kim Ji-yeon, Lee Ra-jin, Hwang Seon-a, Yoon Ji-su                        |
| 2     | CHN  | Shen Chen, Qian Jiarui, Li Fei, Yu Xinting                               |
| 3     | HKG  | Au Sin Ying, Jenny Ho, Lam Hin Wai, Karen Chang                          |
| 3     | KAZ  | Tatjana Prichodko, Tamara Potschekutowa, Diana Pamansha, Yuliya Zhivitsa |

Der Wettbewerb wurde am 23. September ausgetragen.

## Medaillenspiegel
| Platz  | Land                | Gold | Silber | Bronze | Gesamt |
| ------ | ------------------- | ---- | ------ | ------ | ------ |
| 1      | Südkorea            | 8    | 6      | 3      | 17     |
| 2      | Volksrepublik China | 3    | 4      | 5      | 12     |
| 3      | Japan               | 1    | 1      | 3      | 5      |
| 4      | Iran                | –    | 1      | –      | 1      |
| 5      | Hongkong            | –    | –      | 8      | 8      |
| 6      | Kasachstan          | –    | –      | 2      | 2      |
| 6      | Vietnam             | –    | –      | 2      | 2      |
| 8      | Singapur            | –    | –      | 1      | 1      |
| Gesamt | Gesamt              | 12   | 12     | 24     | 48     |